# The Ten Commandments (pel·lícula de 1923)
|  | Aquest article tracta sobre pel·lícula de 1923. Si cerqueu pel·lícula de 1956, vegeu «Els Deu Manaments». |

 The Ten Commandments és una pel·lícula muda èpica estatunidenca dirigida per Cecil B. DeMille, estrenada el 1923.

## Argument
Primera pel·lícula èpica bíblica de la història de Moisès dirigida per Cecil B. DeMille, i de la que faria un remake el 1956. Es narra la història de Moisès des de la seva infantesa, quan la seva mare el va abandonar en les aigües del riu Nil i va ser salvat per la filla de Ramsès I, fins a la revelació dels Deu Manaments a la muntanya del Sinaí.

## Repartiment

### Pròleg
- Theodore Roberts: Moisès
- Charles de Rochefort: Ramsès II
- Estelle Taylor: Míriam, la germana de Moisès
- Julia Faye: La dona del faraó
- James Neill: Aaron, germà de Moisès
- Lawson Butt: Dathan
- Noble Johnson: L'home de bronze (pròleg)
- Clarence Burton: director de tasques
- Pat Moore: fill del faraó
- Gino Corrado: Joshua
- Arthur Edmund Carewe: Esclau israelita, no surt als crèdits
- Rex Ingram: Esclau israelita, no surt als crèdits
- Eugene Pallette: Esclau israelita, no surt als crèdits
- Charles Farrell: Esclau israelita, no surt als crèdits
- Louise Emmons: Israelita vell

### Història
- Richard Dix: John McTavish
- Rod La Rocque: Dan McTavish
- Edythe Chapman: Martha McTavish
- Leatrice Joy: Mary Leigh
- Nita Naldi: Sally Lung
- Robert Edeson: Redding, un inspector
- Charles Ogle: el metge
- Agnes Ayres: la leprosa
- Roscoe Karn